# Anatole Godet
Anatole Louis Godet (geboren am 1. April 1839 in Paris; gestorben am 20. April 1887 in Neuilly-sur-Marne) war ein französischer Fotograf.

## Leben
Anatole Godet kam 1839 in Paris zur Welt. Bereits sein Vater Nicolas Godet (1806–1878) war als Fotograf tätig. Sowohl Anatole wie auch sein jüngerer Bruder Albert (1851–1930) begannen ihre Arbeit als Fotograf im Familienbetrieb. Nach dem Tod des Vaters gründeten die Brüder das Unternehmen Godet et Compagnie, das bis 1887 bestand. Die Familie lebte und arbeitete im Pariser Quartier des Batignolles, wo sie zunächst in der Rue Saint Louis Nr. 9 wohnten und später in die Rue des Carrières des Batignolles (heute Rue Ganneron) Nr. 6 und 8 zogen.
Bekannt wurde Anatole Godet für seine Fotografien von Gemälden. Vor allem der Maler Édouard Manet beauftragte Godet damit, seine Bilder für Archivzwecke zu fotografieren. Darüber hinaus schuf er Porträts von verschiedenen Künstlern. So entstanden Aufnahmen der Maler Alexandre Cabanel, Marius Roy, Pierre Puvis de Chavannes, Étienne Prosper Berne-Bellecour und Henri Gervex. Seine 1867 entstandene Porträtfotografie von Manet diente dem Maler Félix Bracquemond als Vorlage für eine Radierung. Diese wurde im selben Jahr in der Manet-Biografie von Émile Zola veröffentlicht. 1881 und 1882 machte Godet Aufnahmen vom Pariser Salon. Im Verlag E. Francfort erschien 1882 das Album artistique et biographique mit je 20 Aufnahmen von Künstlern und ihren Gemälden von Godet. 1884 dokumentierte er fotografisch die Manet-Gedächtnis-Ausstellung in der Pariser École nationale supérieure des beaux-arts. Fotografien von Godet befinden sich beispielsweise in der Pariser Bibliothèque nationale de France, im J. Paul Getty Museum in Los Angeles und in der Morgan Library in New York.

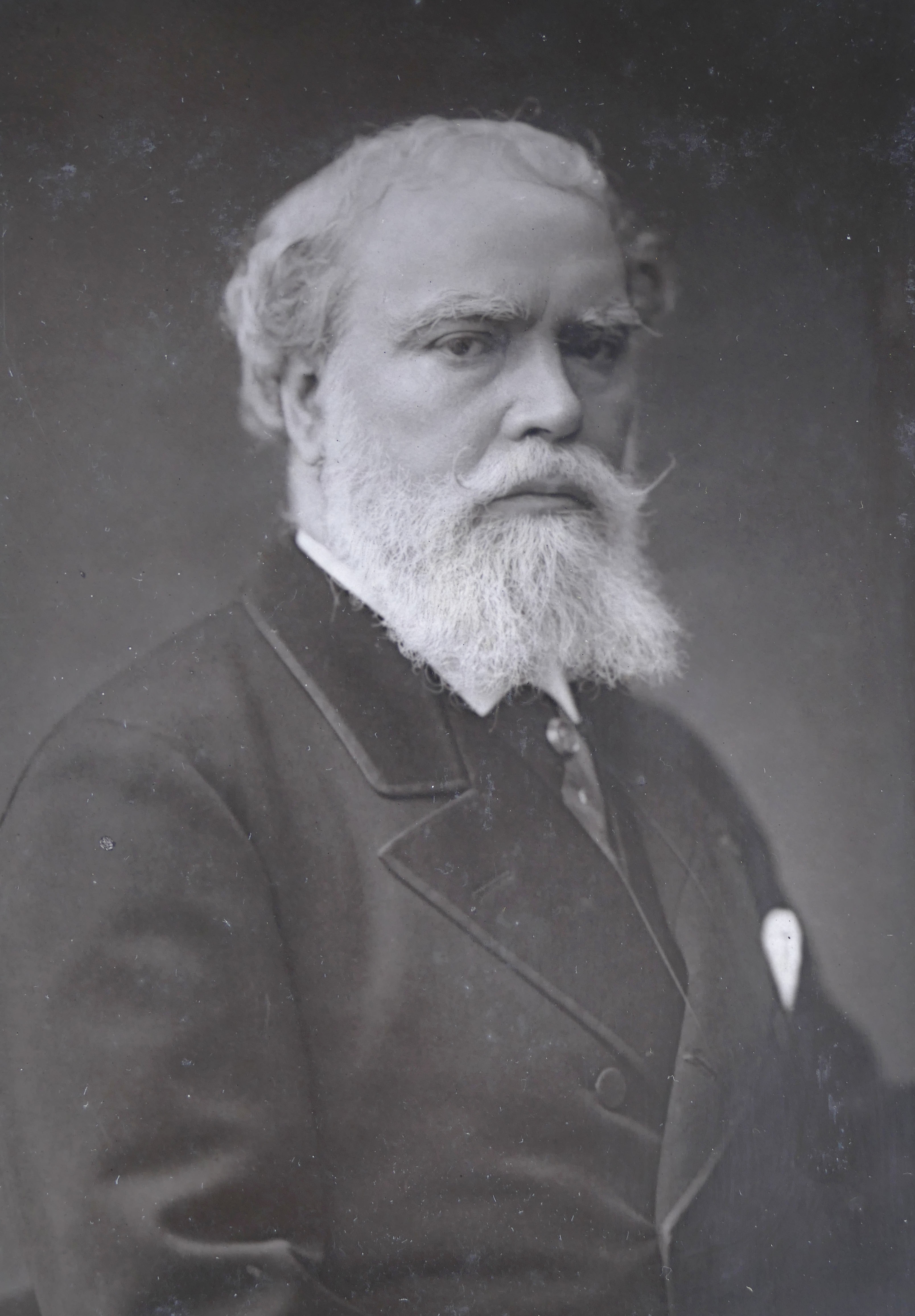
Alexandre Cabanel
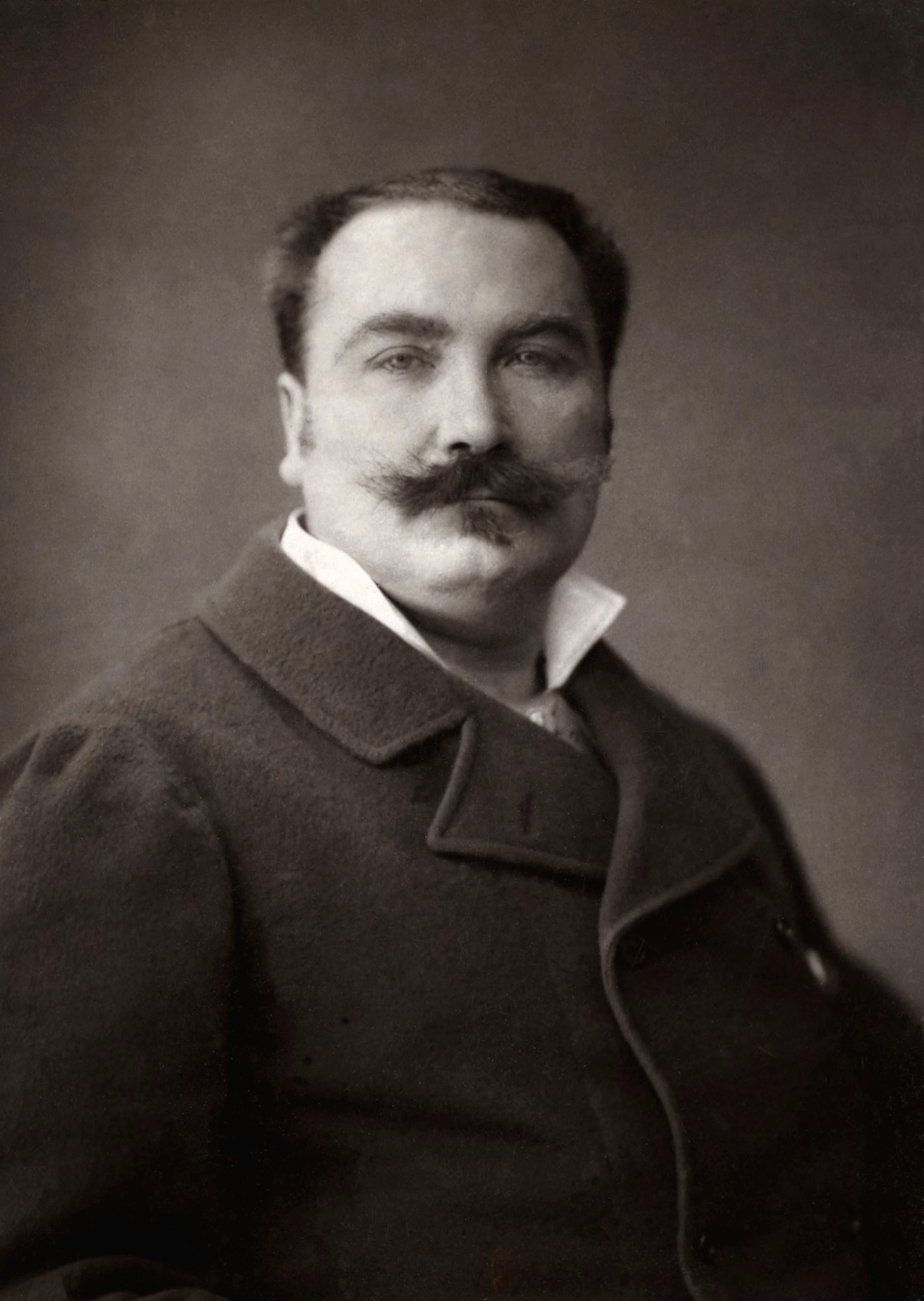
Étienne Prosper Berne-Bellecour
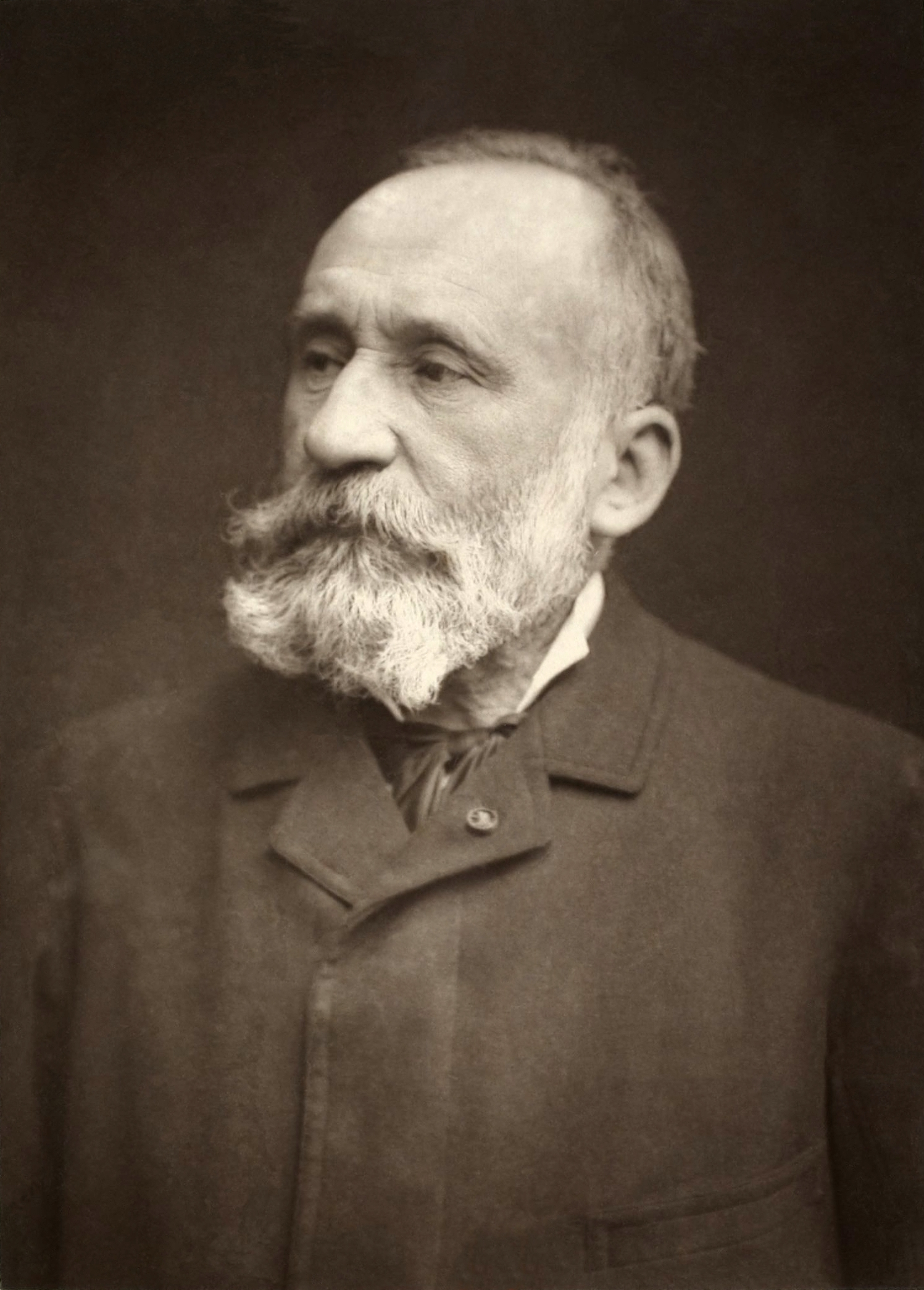
Pierre Puvis de Chavannes
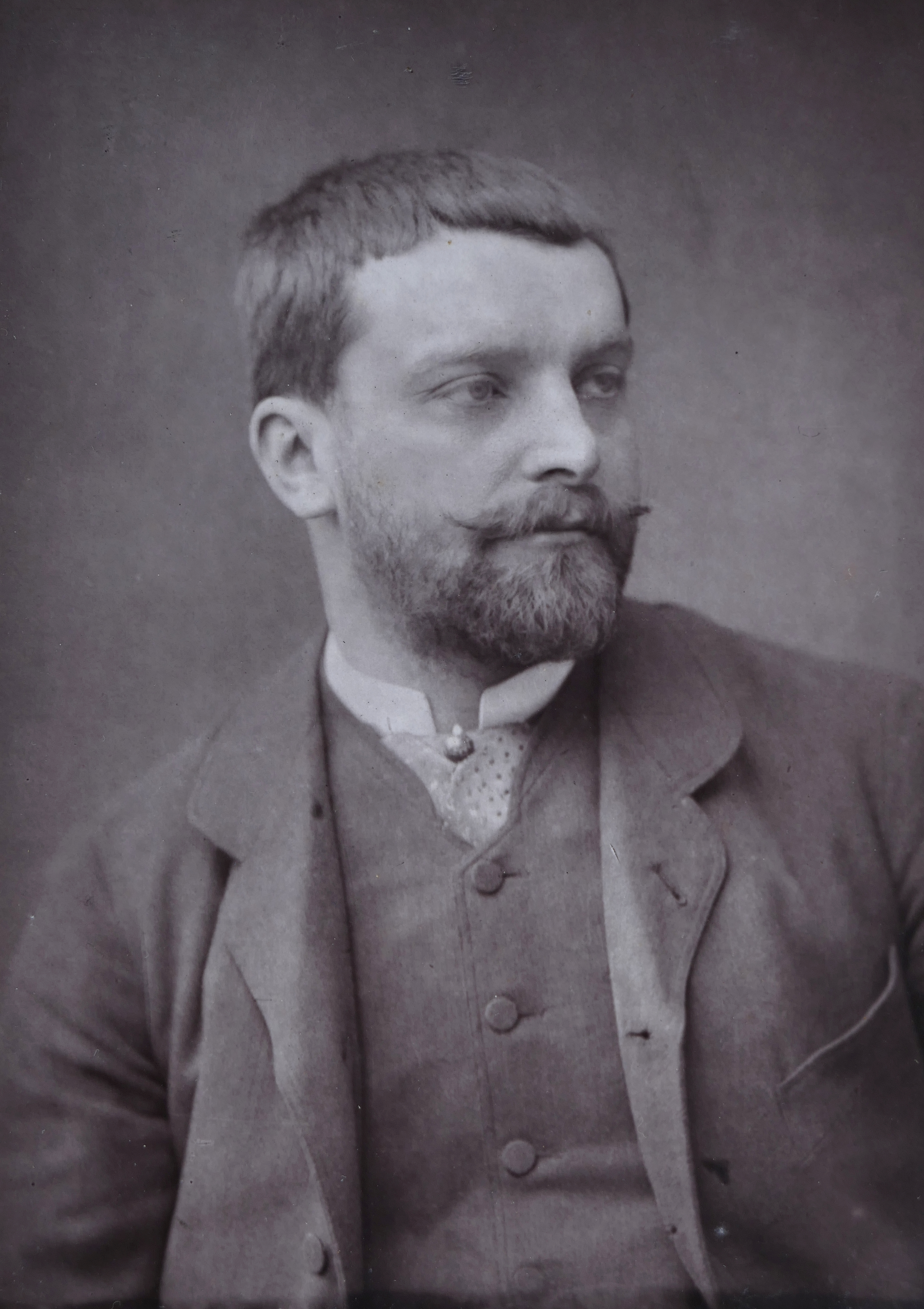
Henri Gervex
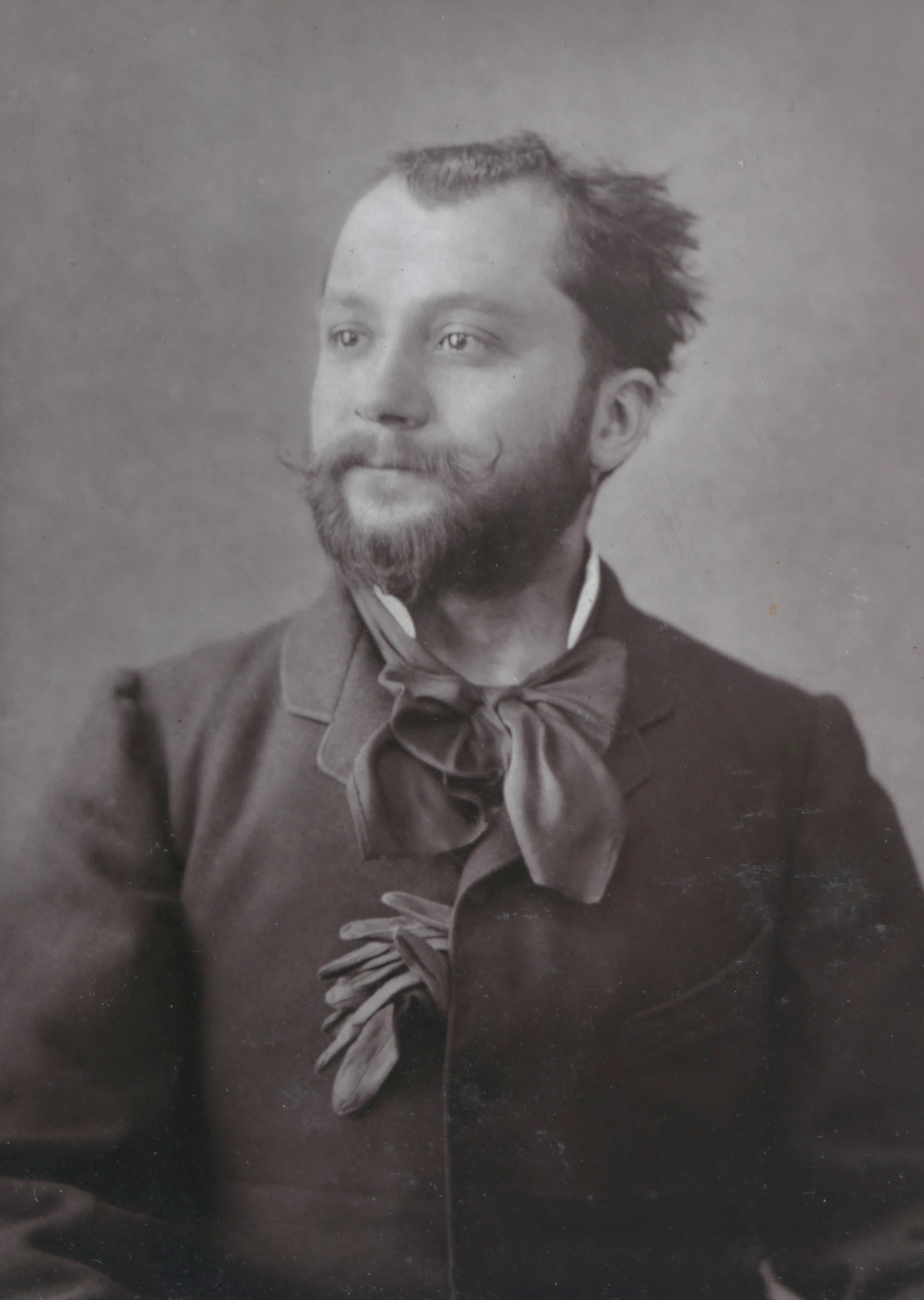
Marius Roy
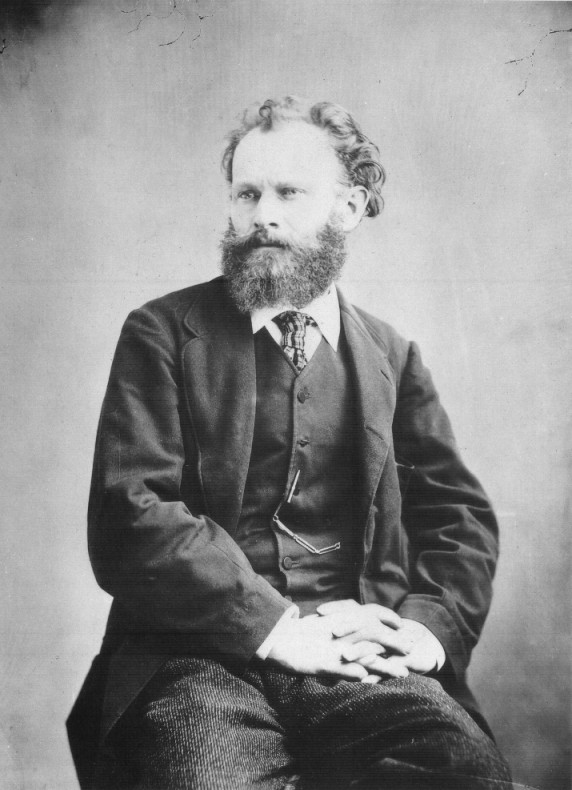
Édouard Manet